# Mario Traversoni
Mario Traversoni (Codogno, província de Lodi, Llombardia, 12 d'abril de 1972) és un ciclista italià, ja retirat, que fou professional entre 1996 i 2002. En el seu palmarès destaca, per damunt de tot, una victòria d'etapa al Tour de França de 1997, entre Montbéliard i Dijon.

## Palmarès
- 1992
  - 1r a la Copa Ciutat de Melzo
- 1995
  - 1r al Trofeu Antonietto Rancilio
- 1997
  - Vencedor d'una etapa al Tour de França
  - Vencedor d'una etapa a la Tirrena-Adriàtica
  - Vencedor d'una etapa a la Setmana Catalana
- 1998
  - 1r a la Clàssica d'Almeria
  - Vencedor d'una etapa de la Volta a Múrcia
- 1999
  - Vencedor d'una etapa a la Sea Otter Classic
- 2000
  - Vencedor de 2 etapes al Gran Premi Philips
  - Vencedor d'una etapa al Gran Premi Matosinhos
  - Vencedor d'una etapa al Gran Premi R.L.V.T.
  - Vencedor d'una etapa al Gran Premi Jornal de Noticias

### Resultats al Tour de França
- 1996. Abandona (10a etapa)
- 1997. 100è de la classificació general. Vencedor d'una etapa
- 1998. 95è de la classificació general

### Resultats al Giro d'Itàlia
- 1996. Abandona (13a etapa)
- 1997. Abandona (19a etapa)

### Resultats a la Volta a Espanya
- 1999. 100è de la classificació general
- 2000. Abandona (6a etapa)